# Revässaari (ö i Finland, Lappland)
Revässaari är en ö i Finland. Den ligger i sjön Kemi träsk och i kommunen Kemijärvi i den ekonomiska regionen  Östra Lapplands ekonomiska region  och landskapet Lappland, i den norra delen av landet, 700 km norr om huvudstaden Helsingfors. Öns area är 13,9 hektar och dess största längd är 0,7 kilometer i sydöst-nordvästlig riktning.